# Pellenes albopilosus
Pellenes albopilosus är en spindelart som först beskrevs av Tyschenko 1965.  Pellenes albopilosus ingår i släktet Pellenes och familjen hoppspindlar. Inga underarter finns listade i Catalogue of Life.